# Штойерберг
Штойерберг (нем. Steuerberg) — коммуна (нем. Gemeinde) в Австрии, в федеральной земле Каринтия. 
Входит в состав округа Фельдкирхен.  Население составляет 1712 человек (на 31 декабря 2005 года). Занимает площадь 32,77 км². Официальный код  —  2 10 10.

## Политическая ситуация
Бургомистр коммуны — Карл Петриц по результатам выборов 2003 года.
Совет представителей коммуны (нем. Gemeinderat) состоит из 15 мест.
- АНП занимает 6 мест.
- СДПА занимает 5 мест.
- АПС занимает 2 места.
- местный список: 2 места.